# Descartes Meubles Martigny Basket
El Descartes Meubles Martigny Basket es un equipo de baloncesto suizo con sede en la ciudad de Martigny, que compite en la LNB, la segunda división del baloncesto suizo. Disputa sus encuentros como local en la Salle Du Midi.

## Nombres
- Martigny Rhone Basket (hasta 2011)
- Ovronnaz-Martigny Basket (2011-2013)
- Descartes Meubles Martigny Basket (2013-)

## Posiciones en Liga
- 2000 (2)
- 2001 (5-LNB)
- 2002 (10-LNB)
- 2003 (8-LNB)
- 2004 (2-LNB)
- 2005 (1-LNB)
- 2006 (3-LNB)
- 2007 (11-LNB)
- 2008 (9-LNB)
- 2009 (8-LNB)
- 2010 (4-LNB)
- 2011 (6-LNB)
- 2012 (3-1LN)

### Plantilla 2013-2014
| N.º | Nombre      | Nacionalidad     | Puesto |
| --- | ----------- | ---------------- | ------ |
| --  | Boris MBala | Bandera de Suiza | Pívot  |

## Palmarés
- Campeón LNB - 2009
- Subcampeón LNB - 2004
- Subcampeón 1LN - 2012